# Casa l'Abella
La Casa l'Abella és un establiment situat a la cantonada de la plaça de l'Àngel amb la Baixada de la Llibreteria de Barcelona, catalogat com a d'interès (categoria E2).

## Història
El 1849, Rossend Abella tenia un establiment, conegut com a Ca l'Abella, a l'antiga Baixada de la Presó (actualment de la Llibreteria), just davant de la seva ubicació actual. El 1868, la família Costa va comprar el negoci i es van traslladar al lloc actual però van canviar-li el nom per La Colmena. Posteriorment, va anar canviant de propietaris fins que el 1927 van adquirir-lo Josep i Francesc Roig Manubens. L'estructura de l'establiment actual va ser encarregada el 1950 a Josep Maria Roig, amb el disseny de Cèsar Martinell.
Actualment, la pastisseria és regentada per Toni Roig, besnét de Francesc Roig Manubens i fill de Josep Maria Roig.

## Descripció
S'organitza amb tres obertures a la Baixada de la Llibreteria: una que és una porta d'accés, un aparador al xamfrà i l'accés principal a la plaça de l'Àngel.
A l'exterior conserva els tancaments de les obertures amb el nom de l'establiment i diversos productes en els vidres esgrafiats: Bombonería, Pastelería, La Colmena i la tarja circular sobre l'aparador del xamfrà decorada amb un rusc d'abelles, icona de la botiga. Els aparadors estan tots emmarcats amb fusta sobre un sòcol d'obra i coronats per una cornisa d'obra, motllurada i de força volada que ocupa tot l'espai de la botiga, formant una corba al xamfrà.
A l'interior, ocupat en gran part pels prestatges i taulells moderns, destaca l'estructura de fusta que emmarca els mobles i els miralls que es troben al llarg de tots els murs perimetrals.